# Reprezentacja Białorusi w piłce siatkowej kobiet
Reprezentacja Białorusi w piłce siatkowej kobiet – narodowa reprezentacja tego kraju, reprezentująca go na arenie międzynarodowej.
Największym sukcesem reprezentantek Białorusi było wywalczenie 8. miejsca Mistrzostw Europy na turnieju w 1993 i 1995. Od 2022 białoruskie reprezentacje i kluby siatkarskie są zawieszone ze względu na inwazję na Ukrainie.

## Mistrzostwa Europy
| Rok  | Kraj                                   | Miejsce                                  |
| ---- | -------------------------------------- | ---------------------------------------- |
| 1949 | Czechosłowacja                         | brak udziału                             |
| 1950 | Bułgaria                               | brak udziału                             |
| 1951 | Francja                                | brak udziału                             |
| 1955 | Rumunia                                | brak udziału                             |
| 1958 | Czechosłowacja                         | brak udziału                             |
| 1963 | Rumunia                                | brak udziału                             |
| 1967 | Turcja                                 | brak udziału                             |
| 1971 | Włochy                                 | brak udziału                             |
| 1975 | Jugosławia                             | brak udziału                             |
| 1977 | Finlandia                              | brak udziału                             |
| 1979 | Francja                                | brak udziału                             |
| 1981 | Bułgaria                               | brak udziału                             |
| 1983 | NRD                                    | brak udziału                             |
| 1985 | Holandia                               | brak udziału                             |
| 1987 | Belgia                                 | brak udziału                             |
| 1989 | Niemcy                                 | brak udziału                             |
| 1991 | Włochy                                 | brak udziału                             |
| 1993 | Czechy                                 | 8. miejsce                               |
| 1995 | Holandia                               | 8. miejsce                               |
| 1997 | Czechy                                 | 12. miejsce                              |
| 1999 | Włochy                                 | brak udziału                             |
| 2001 | Bułgaria                               | brak udziału                             |
| 2003 | Turcja                                 | brak udziału                             |
| 2005 | Chorwacja                              | brak udziału                             |
| 2007 | Belgia/ Luksemburg                     | 16. miejsce                              |
| 2009 | Polska                                 | 14. miejsce                              |
| 2011 | Serbia/ Włochy                         | brak udziału                             |
| 2013 | Niemcy/ Szwajcaria                     | 12. miejsce                              |
| 2015 | Holandia/ Belgia                       | 9. miejsce                               |
| 2017 | Gruzja/ Azerbejdżan                    | 7. miejsce                               |
| 2019 | Polska/ Słowacja/ · Turcja/ Węgry      | 22. miejsce                              |
| 2021 | Serbia/ Bułgaria/ · Chorwacja/ Rumunia | 14. miejsce                              |
| 2023 | Włochy/ Niemcy/ · Belgia/ Estonia      | Zdyskwalifikowany za inwazję na Ukrainie |

## Liga Europejska
| Rok  | Miasto       | Miejsce      |
| ---- | ------------ | ------------ |
| 2009 | Kayseri      | brak udziału |
| 2010 | Ankara       | brak udziału |
| 2011 | Stambuł      | 7. miejsce   |
| 2012 | Karlowe Wary | brak udziału |